# Barlaam le Calabrais
Pour les articles homonymes, voir Barlaam.
Barlaam de Seminara, dit Barlaam « le Calabrais » fut un savant moine de l'ordre de Saint-Basile, né dans la Calabre ultérieure vers l'an 1290, mort à Avignon le 1er juin 1348. Il est principalement connu pour la part active qu'il prit lors des controverses sur l'hésychasme.

## Biographie

### Devenir «grec»
Né à Seminara, dans l'actuelle province de Reggio de Calabre, de parents grecs orthodoxes, il quitte l'Italie pour ce qu'on appelait alors le schisme grec « par amour de la piété véritable ». Il arrive vers 1327 à Constantinople où il fréquente Théodore Métochitès et acquiert assez rapidement une réputation de savant et de philosophe. Grand rival de Nicéphore Grégoras, il entre en compétition avec celui-ci en réalisant des calculs prédictifs d'éclipses solaires, mais cette compétition tourne plutôt à l'avantage de Grégoras. Néanmoins, ses écrits d'astronomie et de logique se répandent à Byzance et Jean Cantacuzène, lui confie une chaire à l'Université impériale, où Barlaam commente devant ses disciples les écrits du Pseudo-Denys l'Aréopagite.
En 1333-1334, Barlaam est le porte-parole de l'Église grecque en face de deux théologiens dominicains que le pape avait envoyés en Orient pour préparer l'Union des Églises. En présence des légats du pape, il défend les positions grecques sur la procession du Saint-Esprit et sur la primauté romaine. À cette fin, il compose vingt et un opuscules sur les points de divergence entre les deux Églises
En 1339, enfin, c'est encore à lui que l'on confie une mission confidentielle auprès de Benoît XII, à Avignon, pour demander des secours contre les Turcs et les Bulgares et pour travailler à la réunion des deux Églises.
Influencé par les prémices de la renaissance, il est fortement opposé à certains aspects de la théologie latine de son époque, en particulier à l'approche thomiste qui prétend "connaître" Dieu et "démontrer" la procession du Saint-Esprit à partir du Fils. En ce sens, l'apophatisme des Grecs, du moins tel qu'il le comprend, le séduit.
Dans ses discussions avec les Latins, il fait valoir que, Dieu étant "inconnaissable", il n'y a pas lieu de discuter encore sur la "procession du Saint Esprit". Selon lui, c'est sur cette base d'agnosticisme nominaliste que l'union entre Rome et Constantinople peut se réaliser.
C'est à partir de là que la controverse change de lieu.

### La controverse hésychaste
Grégoire Palamas, qui se trouvait alors dans son ermitage de St-Sabas, au mont Athos envoya lettre sur lettre à Constantinople et à Thessalonique, en s'adressant tantôt à l'un de ses anciens disciples, Akindynos, tantôt à Barlaam lui-même.
Dieu, affirme Palamas, est bien inconnaissable, mais ne se révèle-t-il pas ? Le Christ, en s'incarnant, n'a-t-il pas accordé aux hommes une connaissance surnaturelle, distincte de la compréhension intellectuelle, mais éminemment réelle, bien plus réelle que toute connaissance philosophique ?
Barlaam qui avait fui, en Occident, le réalisme intellectuel de la scolastique thomiste se heurtait ainsi en Orient au réalisme mystique des moines.
Il chercha  à connaître alors ses nouveaux adversaires. À Thessalonique, à Constantinople, il partagea quelque temps la vie des ermitages hésychastes et y découvrit des moines prônant des techniques respiratoires et des postures de prière qui, observées correctement, étaient censées favoriser la vision de la lumière divine. Cette forme populaire de la méthode « psychophysique » d'oraison heurta profondément ses habitudes d'humaniste et ses convictions de philosophe imbu de spiritualisme platonicien.
Ce qu'il vit, entendit et comprit (ou crut comprendre) le convainquit que ces moines étaient des illuminés, de tendance hérétique.
Il rédigea alors plusieurs traités polémiques contre ces moines qui soutenaient que la lumière du mont Thabor était la gloire incréée de Dieu, et qui prétendaient avoir l’expérience physique de la nature divine ; n'hésitant pas à les ridiculiser en les traitant de « personnes qui ont l'âme dans le nombril » (omphalopsychoi) et à les flétrir du nom de « messaliens » Dans ses traités, après avoir dénoncé les pratiques de ces moines (démenties d'ailleurs par Palamas), il développe sa doctrine de la connaissance de Dieu, sa conception de la prière et de la mystique s'appuyant principalement sur Denys l'Aréopagite et Évagre le Pontique.
Grégoire Palamas, de son ermitage de Saint-Sabbas, puis à Thessalonique, rédigea ses fameuses Triades pour la défense des saints hésychastes.
Ces textes essentiels donnent pour la première fois une synthèse théologique de la spiritualité des moines orientaux. Les attaques de Barlaam fournirent ainsi à l'Église orthodoxe l'occasion de préciser, par la bouche d'un porte-parole dans lequel elle se reconnut, la place de l'hésychasme par rapport à ses dogmes centraux. Par là même, elle faisait un tri nécessaire dans la tradition antérieure, en éliminant les éléments nettement hétérogènes à sa spiritualité propre et en intégrant les pratiques et les doctrines qui pouvaient trouver place dans une conception biblique et chrétienne de Dieu et de l'homme.

### Chute du Philosophe
Le premier document officiel, ou semi-officiel, qui fut publié contre Barlaam est le Tome hagiorétique composé par Palamas et signé en 1340-1341 par les higoumènes et les moines de la Sainte Montagne de l'Athos.
Le monachisme athonite tout entier prenait ainsi parti contre l'humanisme nominaliste de Barlaam et déclarait reconnaître en la personne de Grégoire Palamas un porte-parole autorisé.
Deux conciles réunis successivement en juin et août 1341 à Constantinople prononcèrent la condamnation du philosophe calabrais.

### Retour en Italie
Ses espoirs de découvrir dans l'Orient la patrie de l'hellénisme antique ne s'étaient pas réalisés. Ses talents d'humaniste et ses convictions platoniciennes trouvèrent une audience plus large en Occident : retourné en Italie fin 1341, il entra dans le sein de l'Église catholique romaine et, après avoir inversé dans de nouveaux traités ses positions sur le Filioque et la primauté, fut nommé évêque de Gerace par Clément VI en 1342. Son disciple Simon Atumanos lui succéda sur ce siège.

### Précurseur de l'étude du grec classique
Il est un des premiers qui avaient fait renaître en Italie l'étude de la langue et de la philosophie grecques et donna des leçons de grec à Pétrarque. Il fut le précurseur d'un autre Calabrais, Léonce Pilate, qui lui aussi enseigna le grec à Pétrarque. Sur les instances de Boccace, Léonce traduisit l' Iliade et l' Odyssée en latin, traduction dont Boccace fit une copie pour Pétrarque.

## Œuvres
Outre ses écrits de polémiques anti-hésychastes, il a laissé un grand nombre d'écrits, parmi lesquels on distingue : 
- Contra primatum Papæ, en grec,
- six livres d' Arithmétique algébrique
- deux livres d'une Ethique selon les stoïciens (Ethica secundum stoicos).
- une Méthode pour déterminer la date de Pâques
- une étude sur des chapitres apocryphes des Harmoniques de Ptolémée